# Kuurne-Bruxelles-Kuurne 2024
La Kuurne-Bruxelles-Kuurne 2024, settantasettesima edizione della corsa e valevole come nona prova dell'UCI ProSeries 2024 categoria 1.Pro, si svolse il 25 febbraio 2024 su un percorso di 196,4 km, con partenza a Kortrijk ed arrivo a Kuurne, in Belgio. La vittoria fu appannaggio del belga Wout Van Aert, il quale completò il percorso in 4h21'01", alla media di 45,147 km/h, precedendo il connazionale Tim Wellens e lo spagnolo Oier Lazkano.

## Squadre e corridori partecipanti
| N.      | Cod. | Squadra                         |
| ------- | ---- | ------------------------------- |
| 1-7     | TVL  | Team Visma-Lease a Bike         |
| 11-17   | SOQ  | Soudal Quick-Step               |
| 21-27   | LTK  | Lidl-Trek                       |
| 31-37   | BOH  | Bora-Hansgrohe                  |
| 41-47   | ARK  | Arkéa-B&B Hotels                |
| 51-57   | DAT  | Decathlon AG2R La Mondiale Team |
| 61-67   | TBV  | Bahrain Victorious              |
| 71-77   | IWA  | Intermarché-Wanty               |
| 81-87   | ADC  | Alpecin-Deceuninck              |
| 91-97   | GFC  | Groupama-FDJ                    |
| 101-107 | UAD  | UAE Team Emirates               |
| 111-117 | AST  | Astana Qazaqstan Team           |
| 121-127 | DSM  | Team DSM-Firmenich PostNL       |

| N.      | Cod. | Squadra                |
| ------- | ---- | ---------------------- |
| 131-136 | IGD  | Ineos Grenadiers       |
| 141-147 | LTD  | Lotto Dstny            |
| 151-157 | COF  | Cofidis                |
| 161-167 | TEN  | TotalEnergies          |
| 171-177 | JAY  | Team Jayco AlUla       |
| 181-187 | MOV  | Movistar Team          |
| 191-197 | TFB  | Team Flanders-Baloise  |
| 201-207 | IPT  | Israel-Premier Tech    |
| 211-217 | UXM  | Uno-X Mobility         |
| 221-227 | BWB  | Bingoal WB             |
| 231-237 | Q36  | Q36.5 Pro Cycling Team |
| 241-247 | TUD  | Tudor Pro Cycling Team |

## Ordine d'arrivo (Top 10)
| Pos. | Corridore          | Squadra       | Tempo    |
| ---- | ------------------ | ------------- | -------- |
| 1    | Wout Van Aert      | Visma         | 4h21'01" |
| 2    | Tim Wellens        | UAE           | s.t.     |
| 3    | Oier Lazkano       | Movistar      | s.t.     |
| 4    | Christophe Laporte | Visma         | a 1'23"  |
| 5    | Nils Eekhoff       | DSM           | s.t.     |
| 6    | Émilien Jeannière  | TotalEnergies | s.t.     |
| 7    | Luke Lamperti      | Soudal        | s.t.     |
| 8    | Lionel Taminiaux   | Lotto         | s.t.     |
| 9    | Marius Mayrhofer   | Tudor         | s.t.     |
| 10   | Jasper Stuyven     | Lidl          | s.t.     |